# 羅賓·威廉斯
羅賓·麥洛林·威廉斯（英語：Robin McLaurin Williams，1951年7月21日—2014年8月11日），美國演員與配音員，曾贏得奧斯卡金像獎、美國演員工會獎、金球獎、艾美獎、葛萊美獎等殊榮。
羅賓·威廉斯曾三度提名奧斯卡最佳男主角獎，並在1997年以電影《心靈捕手》榮獲奧斯卡最佳男配角獎、美國演員工會獎最佳男配角。此外，羅賓也曾三度拿下金球獎最佳音樂及喜劇類電影男主角獎。
2014年8月11日，在加州的寓所內自缢身亡，享年63歲。

## 生平

### 成長背景
羅賓有英格蘭、威爾士、蘇格蘭、愛爾蘭、德國與法國血統。他成長於美国密歇根州底特律北方邊緣的衛星城市奥克兰郡的布隆菲尔德山市。他的父親勞勃（Robert Fitzgerald Williams）是一位福特汽車公司內負責中西部地區的高階管理人員。他的母親蘿拉（Laura McLaurin），是來自路易西安那州新奧爾良的一位前模特。其母的曾祖父是曾任密西西比州參議員暨州長的安瑟倫·J·麥洛林（Anselm J. McLaurin）。他有兩個同父異母的兄弟：陶德（逝於2007年）與麥洛林。羅賓形容他自己是一個安靜的孩子，他的第一次模仿經驗是向母親模仿自己的祖母。他未曾克服自己的羞怯，一直到他參與高中的戲劇學系為止。
羅賓曾就讀於底特律鄉村日校，之後搬到加利福尼亚州马林县的伍德科尔，就讀於马林县拉克斯珀附近的雷德伍德高中。之後就讀於克莱尔蒙特麦克纳学院（又稱作克萊蒙特男子學院）。後來離開了克萊蒙特，並拿全額獎學金前往朱利亞德學院。在就讀克萊蒙特與朱利亞德期間，他也前往马林学院就讀劇場相關科系。
1973年，羅賓成為朱利亞德學院新生班級中唯一一名，也是僅兩名被約翰·豪斯曼接受進入進階課程的學生其中一名；另一名學生是其之後的摯友克里斯托弗·里夫。在方言課上，羅賓在學習方面沒有任何麻煩。1976年，羅賓離開了朱利亞德。
羅賓在1970年代晚期以及1980年代早期，曾經染上可卡因毒癮和酗酒，不過他后来已戒掉。羅賓曾說：「古柯鹼是上帝警告你賺了太多錢的方式」。
羅賓是喜劇演員約翰·貝魯西的摯友，羅賓認為約翰的死以及長子的誕生是他戒掉毒癮的關鍵，說道：「這算是及時的警訊嗎？我想是吧！而且很關鍵。大陪審團也有幫助。」

### 死亡
2014年8月11日，羅賓被發現死於加州帕拉代爾凱自家寓所，享壽63歲，法醫判定羅賓死因是以窒息方式自殺身亡。加州警方12日指出，羅賓死意甚堅，先是割腕未死，後以上吊了結性命。
羅賓的媒體公關布克斯·包姆（Mara Buxbaum）指出，威廉斯已深受憂鬱症所苦相當長時間。羅賓的遺孀蘇珊（Susan Schneider）悲痛表示，世界失去一個美好的人。
美國總統巴拉克·歐巴馬也對羅賓的離世發表聲明，歐巴馬表示：「羅賓·威廉斯曾經是士兵、醫生、精靈、保母、總統、教授、小飛俠彼得潘，和其之間的所有角色，但羅賓·威廉斯絕無僅有，終其一生感動無數心靈」，不少好萊塢明星感到震驚，也紛紛在推特上哀悼，願他安息。比利·克里斯托、琥碧·戈柏和羅賓三大喜劇明星共同主持電視慈善節目「喜劇救濟」（Comic Relief），自1986年起共募得約8000萬美元。對於羅賓·威廉斯的驟逝，兩位搭檔相當難過，在推特上推文無言悼念。
羅賓於2014年8月自殺身亡時，一般人都以為他是罹患憂鬱症而自殘，不過據遺孀蘇珊透露，路易氏體失智症才是導致丈夫死因的關鍵。蘇珊·威廉斯（Susan Williams），接受早安美國（Good Morning America）專訪時，說明丈夫死因的關鍵。
她說，很顯然他是罹患了路易氏體失智症，而且他自殺結束生命的時候，意識很清楚究竟發生了甚麼事。路易氏體是團狀的蛋白質構造，分布在腦部的皮質及深入至中腦和腦幹，屬於神經退化性疾病，通常在腦部的某些特定區域可發現異常的路易氏體沉積，屬於第三常見的退化性失智症，有時與阿茲海默症和帕金森氏症併同發作。蘇珊指出，丈夫很清楚心智正逐漸喪失的狀況，並且努力要控制不讓情況惡化，可是最後一個月完全不行了，就像是潰堤一般。回憶獲悉丈夫自縊身亡，她說，丈夫的遺體是助理發現的，當她接到電話得知這項消息，開車回家二十分鐘的路程幾乎是一路失控哭喊，趕在有關單位抵達之前回到家中，對著丈夫的遺體泣訴：「你是我所知最棒的男人」。
遺孀表示：他自殺前可能只剩3年可活
威廉斯的遺孀蘇珊表示，他在自殺的前1週，原打算接受神經學檢查，當時的他可能僅剩三年壽命。威廉斯自殺身亡後，蘇珊（Susan Williams）首度受訪時形容，他在過世前幾個月已經身心「崩潰」。
蘇珊告訴美國廣播公司（ABC）節目「早安美國」，羅賓出現的症狀包括僵硬、步態不穩和意識混亂等。蘇珊說，解剖後發現羅賓還患有路易氏體失智症，這會導致心智能力逐漸下滑。蘇珊說：「殺死他的不是憂鬱症。憂鬱症只是其中50個症狀之一，而且是很小的1個。」她表示，羅賓在過世前的日子裡，飽受帕金森氏症、憂鬱和焦慮所苦。在過世前幾個月內，羅賓的狀況不斷惡化。焦慮使他變得頑固，也無法正確判斷距離。有一次，蘇珊發現他肌肉完全僵硬，頭部因撞到門而血流如注。蘇珊告訴美國廣播公司新聞網（ABC News）：「我們當時經歷了一場夢魘。」她說，羅賓明白自己逐漸喪失心智能力。蘇珊說：「他竭盡所能地維持正常，但在最後1個月失敗了。這就像是水壩潰堤。」
2014年8月，第66屆艾美獎頒獎典禮，好友比利·克里斯托向羅賓致敬，並稱他是「喜劇銀河中最閃亮的一顆星」。

## 私人生活

### 興趣喜好
羅賓承認自己是個电子遊戲迷，玩過《魔獸爭霸3》、《決勝之日》、《戰慄時空》等遊戲，更在《戰地風雲2》中作過一個狙擊手。
2006年1月6日的國際消費電子展當中，威廉斯就在EA的主位現場表演。同年E3展當中，在威爾·萊特的邀請下，他也展示了遊戲《孢子》的產品編輯，並且說道：「這也能讓一隻鴨嘴獸變的好看。」他也稱讚了遊戲的多樣性，並且與《上帝也瘋狂》、《善與惡》相抗衡。
另外，他在1987年時就成為薩爾達傳說系列的粉丝，曾為任天堂3DS專用軟體《塞尔达传说 时之笛 3D》代言歐洲廣告，他表示他十分喜歡該作，甚至女兒薩爾達·瑞（Zelda Rae）的名字就是來自薩爾達傳說中的薩爾達公主。

### 政治傾向

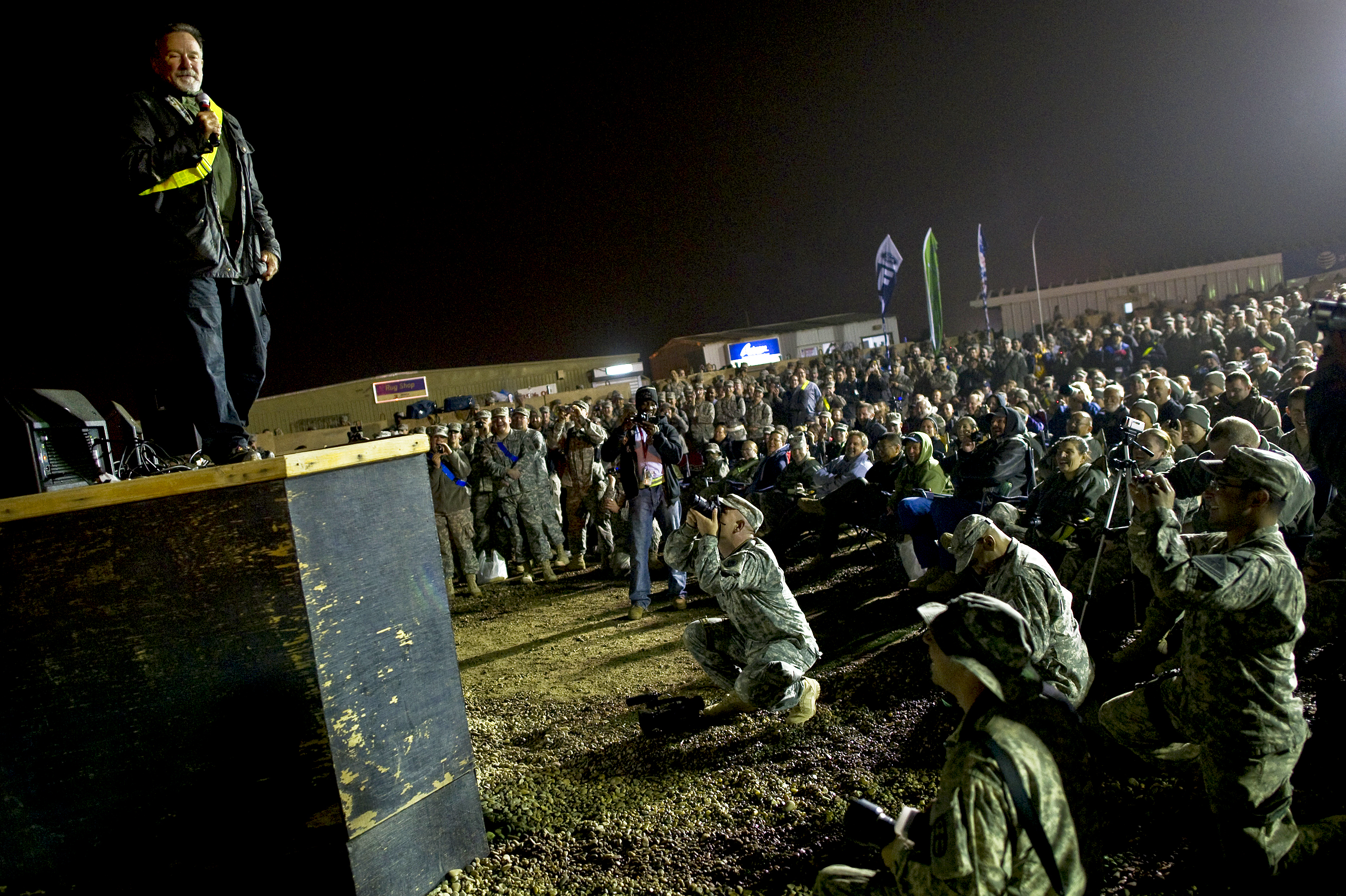
罗宾·威廉姆斯2010年在巴格达进行劳军演出

羅賓是民主黨的支持者，他反對越戰，也公開反對2003年的伊拉克戰爭，批評美國總統小布什的反恐戰爭，但也無礙他多次到前線勞軍。他經常在電視節目嘲諷共和黨人，而小布希屢成嘲諷對象，他形容對方是「天賜的喜劇題材」。在奧巴馬在2008年總統大選勝出後表示「美國終於走出康復中心」。

### 三段婚姻
威廉斯的第一任妻子，是瓦樂莉‧瓦拉迪（Valerie Velardi），兩人於1978年6月4日結婚，育有長子夏克瑞·潘（Zachary "Zak" Pym，出生於1983年4月11日），婚後第六年威廉斯爆出婚外情，並於1988年離婚。
1989年4月30日，威廉斯與製片人瑪莎‧賈希斯（Marsha Garces，也是長子夏克瑞的保母）結婚，婚後育有兩名小孩，分別為長女薩爾達·瑞（Zelda Rae，出生於1989年7月31日）、次子柯迪·亞倫（Cody Alan，出生於1991年11月25日）（兩人的名字分别來自電玩遊戲角色《塞尔达传说》的系列女主角塞尔达公主和《快打旋风》系列的柯迪），一家人居住在舊金山克里夫海地區的豪宅。2008年3月威廉斯透過他的發言人表示，瑪莎以雙方看法分歧、無法共同生活為理由，於2008年3月21日向舊金山法院提出離婚申請，要求結束十九年的婚姻。
2011年10月23日，威廉姆斯在加州的聖海倫娜與圖形設計師蘇珊·施奈德結婚，這段婚姻維持將近三年直至羅賓逝世。

### 交際關係
威廉斯與「超人」的代表人物克里斯多夫·李維（Christopher Reeve）是相交數十年的摯友，雖戲路不同，不過兩人是當年在紐約朱利亞德學院的同學以及室友。
1995年5月克里斯多夫墜馬癱瘓。當時克里斯多夫在醫院接受治療，得知自己未來可能將全身癱瘓，心情極度低落，而最終克里斯多夫只剩下頸部以上和一根腳趾能動。
事發一個星期之後，羅賓現身醫院，頂著藍色帽子、穿上鮮黃袍子、戴起外科手術口罩、以一口俄羅斯腔英語扮成瘋瘋癲癲的醫師，來到克里斯多夫的病床前為他「看病」。當羅賓脫下口罩，克里斯多夫忍不住笑出來，這也是他這麼多天來第一次笑。
克里斯多夫在癱瘓後身體每況日下，羅賓依舊陪同在他身邊。2004年10月克里斯多夫因心臟病去世，隔年羅賓在領取金球獎終身成就獎時，特別將這個獎獻給他。

## 影視作品
| 年度 | 影片                     | 影片                                                          | 角色                            | 備註                                                                                 |
| 年度 | 譯名                     | 原名                                                          | 角色                            | 備註                                                                                 |
| ---- | ------------------------ | ------------------------------------------------------------- | ------------------------------- | ------------------------------------------------------------------------------------ |
| 1978 | 《外星驕客》             | Mork and Mindy                                                | 莫克                            | 電視影集，播映至1982年                                                               |
| 1980 | 《大力水手》             | Popeye                                                        | 卜派                            | 出道作                                                                               |
| 1982 | 《阿甲晒命》             | The World According to Garp                                   | 蓋普                            |                                                                                      |
| 1983 |                          | The Survivors                                                 | Donald Quinelle                 |                                                                                      |
| 1984 | 《莫斯科先生》           | Moscow on the Hudson                                          | Vladimir Ivanov                 | 提名金球獎最佳音樂及喜劇類電影男主角                                                 |
| 1986 |                          | Seize the Day                                                 | Tommy Wilhelm                   |                                                                                      |
| 1986 | 《逍遙天堂》             | Club Paradise                                                 | Jack Moniker                    |                                                                                      |
| 1986 |                          | The Best of Times                                             | Jack Dundee                     |                                                                                      |
| 1987 | 《早安越南》             | Good Morning, Vietnam                                         | 艾德倫·康納                     | 金球獎最佳音樂及喜劇類電影男主角 提名奧斯卡最佳男主角獎 提名英國電影學院獎最佳男主角 |
| 1988 | 《終極天將》             | The Adventures of Baron Munchausen                            | King of the Moon                | Credited as Ray D. Tutto                                                             |
| 1988 |                          | Portrait of a White Marriage                                  | Air Conditioning Salesman       | 客串演出                                                                             |
| 1989 | 《死亡诗社》             | Dead Poets Society                                            | 約翰·基廷                       | 提名奧斯卡最佳男主角獎 提名英國電影學院獎最佳男主角 提名金球獎最佳戲劇類電影男主角   |
| 1989 |                          | Back to Neverland                                             | Vacationer/Lost Boy             |                                                                                      |
| 1990 | 《無語問蒼天》           | Awakenings                                                    | Dr. Malcolm Sayer               | 提名金球獎最佳戲劇類電影男主角                                                       |
| 1990 | 《名嘴大丈夫》           | Cadillac Man                                                  | Joey O'Brien                    |                                                                                      |
| 1991 | 《虎克船長》             | Hook                                                          | 彼得潘/Peter Bannings           |                                                                                      |
| 1991 | 《奇幻城市》             | The Fisher King                                               | Parry                           | 金球獎最佳音樂及喜劇類電影男主角 提名奧斯卡最佳男主角獎                              |
| 1991 | 《再續前世情》           | Dead Again                                                    | Doctor Cozy Carlisle            |                                                                                      |
| 1992 | 《玩具兵團》             | Toys                                                          | Leslie Zevo                     |                                                                                      |
| 1992 | 《阿拉丁》               | Aladdin                                                       | Genie                           | 配音，獲得金球獎的特殊獎項。                                                         |
| 1992 |                          | The Timekeeper (又作《From Time to Time》、《LeVisionarium》) | The Timekeeper                  | 配音                                                                                 |
| 1992 |                          | FernGully: The Last Rainforest                                | Batty Koda                      | 配音                                                                                 |
| 1992 |                          | Shakes the Clown                                              | Mime Class Instructor           |                                                                                      |
| 1992 |                          | I'm from Hollywood                                            |                                 | 紀錄片                                                                               |
| 1993 | 《窈窕奶爸》             | Mrs. Doubtfire                                                | 道菲爾太太/丹尼爾·西拉德        | 金球獎最佳音樂及喜劇類電影男主角 兼監製                                              |
| 1994 | 《跨世奇人》             | Being Human                                                   | Hector                          |                                                                                      |
| 1994 |                          | In Search of Dr. Seuss                                        | Father                          |                                                                                      |
| 1995 | 《逃出魔幻紀》           | Jumanji                                                       | 阿倫·派瑞許                     |                                                                                      |
| 1995 | 《豔倒群雌》             | To Wong Foo, Thanks for Everything! Julie Newmar              | John Jacob Jingleheimer Schmidt | 客串演出（未列入名單）                                                               |
| 1995 | 《九月之癢》             | Nine Months                                                   | Dr. Kosevich                    |                                                                                      |
| 1996 | 《阿拉丁和大盜之王》     | Aladdin and the King of Thieves                               | Genie                           | 配音                                                                                 |
| 1996 | 《哈姆雷特》             | Hamlet                                                        | Osric                           |                                                                                      |
| 1996 |                          | The Secret Agent                                              | 教授                            |                                                                                      |
| 1996 | 《家有傑克》             | Jack                                                          | 傑克·包威爾                     | Jack Powell                                                                          |
| 1996 | 《鳥籠》                 | The Birdcage                                                  | Armand Goldman                  |                                                                                      |
| 1997 | 《心靈捕手》             | Good Will Hunting                                             | 尚恩·馬奎爾                     | 奧斯卡最佳男配角獎 美國演員工會獎最佳男配角獎 提名金球獎最佳電影男配角               |
| 1997 | 《烏龍博士》             | Flubber                                                       | Professor Philip Brainard       |                                                                                      |
| 1997 | 《解構愛情狂》           | Deconstructing Harry                                          | Mel/Harry's Character           |                                                                                      |
| 1997 | 《我有兩個爸》           | Fathers' Day                                                  | Dale Putley                     |                                                                                      |
| 1998 | 《心靈點滴》             | Patch Adams                                                   | Hunter "Patch" Adams            | 提名金球獎最佳音樂及喜劇類電影男主角                                                 |
| 1998 |                          | Junket Whore                                                  |                                 | 紀錄片                                                                               |
| 1998 | 《美夢成真》             | What Dreams May Come                                          | 克里斯·尼爾森                   |                                                                                      |
| 1999 | 《變人》                 | Bicentiennal Man                                              | 安德魯·馬丁                     | 提名金酸莓獎最差男主角                                                               |
| 1999 | 《善意的謊言》           | Jakob the Liar                                                | Jakob Heym/旁白                 | 兼執行監製                                                                           |
| 1999 |                          | Get Bruce                                                     |                                 | 紀錄片                                                                               |
| 2001 | 《A.I.人工智慧》         | A.I. Artificial Intelligence                                  | Dr. Know                        | 配音                                                                                 |
| 2002 |                          | The Rutles 2: Can't Buy Me Lunch                              |                                 | 客串演出                                                                             |
| 2002 | 《針鋒相對》             | Insomnia                                                      | 華特·芬奇                       |                                                                                      |
| 2002 | 《美國詐炮》             | Death to Smoochy                                              | “彩虹”藍道夫·史麥利             | 提名金酸莓獎最差男配角                                                               |
| 2002 | 《戀相狂》               | One Hour Photo                                                | Sy Parrish                      | 土星獎最佳男演員獎                                                                   |
| 2004 | 《紐約奇蹟》             | Noel                                                          | Charlie Boyd/The Priest         | 未列入名單                                                                           |
| 2004 | 《往事情緣》             | House of D                                                    | Pappass                         |                                                                                      |
| 2004 | 《迴光報告 (2004 電影)》 | The Final Cut                                                 | Alan W. Hakman                  |                                                                                      |
| 2005 |                          | In Search of Ted Demme                                        |                                 |                                                                                      |
| 2005 | 《屍蹤狂想曲》           | The Big White                                                 | Paul Barnell                    |                                                                                      |
| 2005 | 《機器人歷險記》         | Robots                                                        | Fender                          | 配音                                                                                 |
| 2005 |                          | The Aristocrats                                               |                                 | 紀錄片                                                                               |
| 2006 | 《博物館驚魂夜》         | Night at the Museum                                           | 狄奧多·羅斯福                   |                                                                                      |
| 2006 | 《風雲人物》             | Man of the Year                                               | Tom Dobbs                       |                                                                                      |
| 2006 | 《踢躂小企鵝》           | Happy Feet                                                    | Ramon/Lovelace                  | 配音                                                                                 |
| 2006 | 《洋基小英雄》           | Everyone's Hero                                               | Napoleon Cross                  | 配音（未列入名單）                                                                   |
| 2006 | 《休旅任務》             | RV                                                            | 包伯·穆洛                       |                                                                                      |
| 2006 | 《心顫頻率》             | The Night Listener                                            | Gabriel Noone                   |                                                                                      |
| 2007 | 《准婚人玩謝準新人》     | License to Wed                                                | Father Frank                    |                                                                                      |
| 2007 | 《聲夢奇緣》             | August Rush                                                   | Wizard                          |                                                                                      |
| 2009 | 《醫者負我心》           | Shrink                                                        | Holden                          |                                                                                      |
| 2009 | 《冠軍老爹》             | World's Greatest Dad                                          | Lance Clayton                   |                                                                                      |
| 2009 | 《博物館驚魂夜2》        | Night at the Museum: Battle of the Smithsonian                | 狄奧多·羅斯福                   |                                                                                      |
| 2009 | 《星級拍檔》             | Old Dogs                                                      | Dan Rayburn                     |                                                                                      |
| 2010 |                          | Wedding Banned                                                | John Fischer                    |                                                                                      |
| 2011 | 《踢躂小企鵝2》          | Happy Feet Two                                                | Ramon/Lovelace                  | 配音                                                                                 |
| 2013 | 《婚禮大聯矇》           | The Big Wedding                                               | 神父瑪拿漢（Father Monighan）   |                                                                                      |
| 2013 | 《白宮管家》             | The Butler                                                    | 德懷特·艾森豪                   |                                                                                      |
| 2013 | 《瘋狂廣告人》           | The Crazy Ones                                                |                                 |                                                                                      |
| 2014 |                          | The Angriest Man in Brooklyn                                  | Henry Altmann                   |                                                                                      |
| 2014 | 《博物館驚魂夜3》        | Night at the Museum: Secret of the Tomb                       | 狄奧多·羅斯福                   |                                                                                      |
| 2014 | 《心靈大道》             | Boulevard                                                     | 諾蘭馬克                        | 最後遺作                                                                             |
| 2015 | 《魔法教師》             | Absolutely Anything                                           | 阿丹(主角的狗)                  | 配音 為Apple iPad Air的電視廣告獻聲，廣告裏重現電影《春風化雨》中的經典詩句          |

## 延伸閱讀
- . Nightline (ABC News). August 11, 2014. （原始内容存档于2014年8月12日）.
- . 2020 (ABC News). August 12, 2014  [2017-08-22]. （原始内容存档于2014-08-13）.
- Weisman, Aly. . Business Insider. August 13, 2014  [2017-08-22]. （原始内容存档于2020-10-29）.
- .   [2017-08-22]. （原始内容存档于2018-02-06）.

## 外部連結
- （英文） 官方网站
- （英文） 羅賓·威廉斯的X（前Twitter）
- （英文） Robin Williams在互联网电影资料库（IMDb）上的資料（英文）
- （英文） Robin Williams于配音演员数据库中的相关信息.
- （英文） TCM电影资料库上Robin Williams的资料（英文）
- （英文） 互聯網百老匯資料庫（IBDB）上Robin Williams的資料（英文）
- （英文） Robin Williams在TV.com
- 在Find a Grave上的羅賓·威廉斯
- 羅賓威廉斯遺孀：失智症是丈夫死因關鍵 （页面存档备份，存于）

| 前任： 傑克·李蒙 第57屆奧斯卡金像獎 | 奧斯卡金像獎主持人 第58屆奧斯卡金像獎 (亞倫·艾達、珍·芳達) | 繼任： 吉維·蔡斯、歌蒂·韓、保羅·霍根 第59屆奧斯卡金像獎 |
| 獎項                                |                                                            |                                                         |
| 前任： 小古巴·古汀 《征服情海》     | 奧斯卡最佳男配角獎 1997年 《》                             | 繼任： 詹姆斯·柯本 《苦難》                             |